# Фридрих Вилхелм II (Насау-Зиген)
Фридрих Вилхелм II фон Насау-Зиген (на немски: Friedrich Wilhelm II von Nassau-Siegen; * 11 ноември 1706, Зиген; † 2 март 1734, Зиген) от ДомНасау, е княз на Насау-Зиген (1722 – 1734).

## Биография
Той е син на княз Фридрих Вилхелм I Адолф фон Насау-Зиген (1680 – 1722) и първата му съпруга принцеса Елизабет Франциска фон Хесен-Хомбург (1681 – 1707), дъщеря на ландграф Фридрих II фон Хесен-Хомбург. 
Когато баща му умира Фридрих Вилхелм е на 16 години и не може да изведе страната от финансовата криза. След смъртта му император Карл VI дава управлението на принца от Орания и княз Вилхелм IV фон Насау-Диц.

## Фамилия
Фридрих Вилхелм се жени в Кастело де Лудвигсек на 23 септември 1728 г. за графиня София Поликсена Конкóрдия фон Сайн-Витгенщайн-Хоенщайн (* 28 май 1709, Берлин; † 15 декември 1781, Зиген), дъщеря на граф Август фон Зайн-Витгенщайн-Хоенщайн и съпругата му графиня Конкордия фон Сайн-Витгенщайн. Те имат децата:
- Шарлота София (1729 – 1759), омъжена на 30 септември 1748 в Зиген за граф Карл Паул Ернст фон Бентхайм-Щайнфурт (1729 – 1780) (по-младата линия)
- Фридерика Вилхелмина Поликсена (1730 – 1733)
- Мария Елеанора (1731 – 1759) умира от едра шарка в дома на предигер Теодор Дидерих Хенрих Веверс в Камен[4]

- Фридерика Августа София (1732 – 1733)
- Анна Шарлота Августа (1734 – 1759)